# 2020년 하계 올림픽 수영 남자 200m 자유형
2020년 하계 올림픽 수영 남자 자유형 200m는 일본 도쿄 아쿠아틱스 센터에서 2021년 7월 25일부터 27일까지 열렸다.

## 배경
남자 자유형 200m는 1900년 파리 올림픽에서 처음 도입되어 1904년 폐지된 후, 1968년 멕시코시티 올림픽에서 다시 선보인 이래 이번이 16번째로 열리는 종목이다.
전반적으로 올림픽 수영계의 세대 교체가 진행되고 있는 만큼, 지난 대회의 결승 진출자 중에서 이번 대회에서도 다시 볼 수 있는 선수는 당시 5위를 기록한 미국의 타운리 하스가 유일할 것으로 보인다. 하스는 2019년 광주 세계 수영 선수권 대회에서 은메달을 거머쥔 바 있다. 지난 대회 우승자이자 2연패를 달성했던 세계 챔피언, 중화인민공화국의 쑨양 선수는 도핑 문제로 출전이 금지된 상태다.

## 예선
남자 자유형 200m 종목의 예선기준 기록은 1분 47초 02이다. 공인 예선대회에서 해당 기록에 도달한 선수라면 각 국가 (NOC)당 두명까지 자동으로 올림픽 출전권을 얻게 된다. 기록에 도달한 선수에게 출전권이 다 돌아갔음에도 자리가 남는다면 한 국가당 최대 한 명까지 세계랭킹순으로 배분한다. 수영 전 종목 진출에 실패한 국가라도 초청 대표로 나설 수 있다.

## 경기 방식
경기는 예선, 준결선, 결선의 세 라운드로 구성된다. 예선 랭킹에서 16위 이내에 오른 선수는 준결선에 진출한다. 또 준결선 랭킹에서 8위 이내에 오른 선수가 결선에 진출한다. 경기 중에 동일한 기록이 발생한다면 해당 선수들만 모여 다시 경기를 펼치는 스윔오프 (swim-off) 경기가 진행된다.

## 기록
이번 대회 이전의 세계기록과 올림픽 기록은 다음과 같다.
| 유형 | 선수                | 기록    | 장소                  | 날짜            |
| ---- | ------------------- | ------- | --------------------- | --------------- |
|      | 파울 비더만 (GER)   | 1:42.00 | 이탈리아 로마         | 2009년 7월 28일 |
|      | 마이클 펠프스 (USA) | 1:42.96 | 중화인민공화국 베이징 | 2008년 8월 12일 |

## 일정
지난 대회들과는 달리 이번 대회는 3일 연속 걸쳐 매 라운드가 따로 진행된다.
모든 시간은 일본 표준시 (UTC+9, 한국 시각과 동일) 기준.
| 날짜                 | 시간  | 라운드 |
| -------------------- | ----- | ------ |
| 2021년 7월 25일 (일) | 19:17 | 예선   |
| 2021년 7월 26일 (월) | 10:37 | 준결선 |
| 2021년 7월 27일 (화) | 10:43 | 결선   |

## 결과

### 예선
상위 16위 이내에 든 선수가 준결선에 진출한다.
| 순위 | 조 | 레인 | 선수                  | 국가                 | 기록    | 주    |
| ---- | -- | ---- | --------------------- | -------------------- | ------- | ----- |
| 1    | 3  | 5    | 황선우                | 대한민국             | 1:44.62 | Q, NR |
| 2    | 4  | 2    | 페르난두 셰페르       | 브라질               | 1:45.05 | Q, SA |
| 3    | 3  | 4    | 톰 딘                 | 영국                 | 1:45.24 | Q     |
| 4    | 2  | 1    | 다비드 포포비치       | 루마니아             | 1:45.32 | Q     |
| 5    | 4  | 4    | 덩컨 스콧             | 영국                 | 1:45.37 | Q     |
| 6    | 4  | 5    | 마르틴 말류틴         | 러시아 올림픽 위원회 | 1:45.50 | Q     |
| 7    | 3  | 7    | 스테파노 발로         | 이탈리아             | 1:45.80 | Q     |
| 8    | 5  | 2    | 토머스 닐             | 오스트레일리아       | 1:45.81 | Q     |
| 9    | 5  | 4    | 다나스 랍시스         | 리투아니아           | 1:45.84 | Q     |
| 10   | 3  | 6    | 타운리 하스           | 미국                 | 1:45.86 | Q     |
| 11   | 5  | 8    | 크레고르 시르크       | 에스토니아           | 1:46.10 | Q, NR |
| 12   | 3  | 1    | 난도르 네메트         | 헝가리               | 1:46.19 | Q     |
| 13   | 5  | 3    | 키런 스미스           | 미국                 | 1:46.20 | Q     |
| 14   | 2  | 3    | 벨리미르 스체파노비치 | 세르비아             | 1:46.26 | Q     |
| 15   | 3  | 2    | 안토니오 댜코비치     | 스위스               | 1:46.37 | Q     |
| 16   | 4  | 1    | 스테파노 디콜라       | 이탈리아             | 1:46.67 | Q     |
| 17   | 5  | 5    | 마쓰모토 가쓰시로     | 일본                 | 1:46.69 |       |
| 17   | 5  | 7    | 루카스 메르텐스       | 독일                 | 1:46.69 |       |
| 19   | 2  | 5    | 야코프 하이트만       | 독일                 | 1:46.73 |       |
| 20   | 4  | 8    | 조르당 포탱           | 프랑스               | 1:46.75 |       |
| 21   | 4  | 3    | 지쉰제                | 중화인민공화국       | 1:46.86 |       |
| 22   | 5  | 6    | 일라이자 위닝턴       | 오스트레일리아       | 1:46.99 |       |
| 23   | 4  | 7    | 로빈 핸슨             | 스웨덴               | 1:47.02 |       |
| 24   | 3  | 3    | 이반 기레프           | 러시아 올림픽 위원회 | 1:47.11 |       |
| 24   | 5  | 1    | 무릴루 사르토리       | 브라질               | 1:47.11 |       |
| 26   | 2  | 8    | 알렉세이 산코프       | 몰도바               | 1:47.46 |       |
| 27   | 2  | 4    | 데니스 로크테브       | 이스라엘             | 1:47.68 |       |
| 28   | 3  | 8    | 조나탕 아트쉬         | 프랑스               | 1:47.75 |       |
| 29   | 2  | 7    | 알렉스 소버스         | 바베이도스           | 1:48.09 |       |
| 30   | 4  | 6    | 도미니크 코즈머       | 헝가리               | 1:48.87 |       |
| 31   | 1  | 6    | 디미트리오스 마르코스 | 그리스               | 1:49.16 |       |
| 32   | 2  | 2    | 웰슨 심               | 말레이시아           | 1:49.24 |       |
| 33   | 1  | 5    | 미켈 슈뢰더           | 아루바               | 1:49.43 |       |
| 34   | 2  | 6    | 바투랄프 윈뤼         | 튀르키예             | 1:49.75 |       |
| 35   | 1  | 3    | 호아킨 바르가스       | 페루                 | 1:49.93 |       |
| 36   | 1  | 2    | 모흐타르 알야마니     | 예멘                 | 1:49.97 |       |
| 37   | 1  | 4    | 웨즐리 로버츠         | 쿡 제도              | 1:50.41 |       |
| 38   | 1  | 7    | 제임스 프리만         | 보츠와나             | 1:52.87 |       |
| 39   | 1  | 1    | 아우다이 하수나       | 리비아               | 1:56.27 |       |

스윔오프
| 순위 | 레인 | 선수              | 국가 | 기록    | 주 |
| ---- | ---- | ----------------- | ---- | ------- | -- |
| 1    | 4    | 마쓰모토 가쓰시로 | 일본 | 1:46.06 |    |
| 2    | 5    | 루카스 메르텐스   | 독일 | 1:46.40 |    |

### 준결선
상위 8위 이내에 든 선수가 결선에 진출한다.
| 순위 | 조 | 레인 | 선수                  | 국가                 | 기록    | 주 |
| ---- | -- | ---- | --------------------- | -------------------- | ------- | -- |
| 1    | 2  | 3    | 덩컨 스콧             | 영국                 | 1:44:60 | Q  |
| 2    | 2  | 1    | 키런 스미스           | 미국                 | 1:45.07 | Q  |
| 3    | 2  | 2    | 다나스 랍시스         | 리투아니아           | 1:45.32 | Q  |
| 4    | 2  | 5    | 톰 딘                 | 영국                 | 1:45.34 | Q  |
| 5    | 1  | 3    | 마르틴 말류틴         | 러시아 올림픽 위원회 | 1:45.45 | Q  |
| 6    | 2  | 4    | 황선우                | 대한민국             | 1:45.53 | Q  |
| 7    | 1  | 5    | 다비드 포포비치       | 루마니아             | 1:45.68 | Q  |
| 8    | 1  | 4    | 페르난두 셰페르       | 브라질               | 1:45.71 | Q  |
| 9    | 1  | 6    | 토머스 닐             | 오스트레일리아       | 1:45.74 |    |
| 10   | 2  | 6    | 스테파노 발로         | 이탈리아             | 1:45.84 |    |
| 11   | 2  | 8    | 안토니오 댜코비치     | 스위스               | 1:45.92 |    |
| 12   | 1  | 2    | 타운리 하스           | 미국                 | 1:46.07 |    |
| 13   | 2  | 7    | 크레고르 시르크       | 에스토니아           | 1:46.67 |    |
| 14   | 1  | 8    | 스테파노 디콜라       | 이탈리아             | 1:47.19 |    |
| 15   | 1  | 7    | 난도르 네메트         | 헝가리               | 1:47.20 |    |
| 16   | 1  | 1    | 벨리미르 스체파노비치 | 세르비아             | 1:47.62 |    |

### 결선
| 순위 | 조 | 레인            | 선수                 | 국가    | 기록 | 주 |
| ---- | -- | --------------- | -------------------- | ------- | ---- | -- |
| 1    | 6  | 톰 딘           | 영국                 | 1:44.22 | NR   |    |
| 2    | 4  | 덩컨 스콧       | 영국                 | 1:44.26 |      |    |
| 3    | 8  | 페르난두 셰페르 | 브라질               | 1:44.66 | SA   |    |
| 4    | 1  | 다비드 포포비치 | 루마니아             | 1:44.68 |      |    |
| 5    | 2  | 마르틴 말류틴   | 러시아 올림픽 위원회 | 1:45.01 |      |    |
| 6    | 5  | 키런 스미스     | 미국                 | 1:45.12 |      |    |
| 7    | 7  | 황선우          | 대한민국             | 1:45.26 |      |    |
| 8    | 3  | 다나스 랍시스   | 리투아니아           | 1:45.78 |      |    |